# Jo Jorgensen
Jo Jorgensen (Libertyville, 1 mei 1957) is een Amerikaanse geleerde en Libertarische politiek activiste. Jorgensen was de presidentskandidaat namens de Libertarische partij bij de Amerikaanse presidentsverkiezingen van 2020.